# Scambus uchidai
Scambus uchidai là một loài tò vò trong họ Ichneumonidae.